# Acteonidae
Famille
Synonymes
- Pupidae Kuroda, 1941[1] [2]
- Solidulidae Meek & Hayden, 1860[1] [2]
- Tornatellidae Fleming, 1828[2]
- Tornatellidae J. Fleming, 1828[1]

Les Acteonidae forment une famille de mollusques hétérobranches marins appartenant à l'ordre des Cephalaspidea.

## Liste des genres
Selon World Register of Marine Species (16 juin 2014) :
- genre Acteon Montfort, 1810
- genre Callostracon Repetto & Bianco, 2012
- genre Crenilabium Cossmann, 1889
- genre Inopinodon Bouchet, 1975
- genre Japonactaeon Taki, 1956
- genre Lanayrella Salvador & C. M. Cunha, 2020
- genre Maxacteon Rudman, 1971
- genre Metactaeon Thiele, 1931
- genre Mysouffa Marcus, 1974
- genre Neactaeonina Thiele, 1912
- genre Obrussena Iredale, 1930
- genre Ovulactaeon Dall, 1889
- genre Pseudactaeon Thiele, 1925
- genre Punctacteon Kuroda & Habe, 1961
- genre Pupa Röding, 1798
- genre Rapturella Salvador & C. M. Cunha, 2016
- genre Rictaxis Dall, 1871
- genre Tenuiactaeon Aldrich, 1921
- genre Tornatellaea Conrad, 1860
- genre Triploca Tate, 1893

- genre Acteonina d'Orbigny, 1850 †
- genre Bulimactaeon Cossmann, 1892 †
- genre Colostracon Hamlin, 1884 †
- genre Hemiauricula Deshayes, 1853 †
- genre Nucleopsis Conrad, 1865 †
- genre Ongleya Finlay & Marwick, 1937 †
- genre Pitharella Edwards, 1860 †
- genre Ravniella Rosenkrantz, 1970 †
- genre Volvaria Lamarck, 1801 †
- genre Wangacteon Stilwell, 1993 †

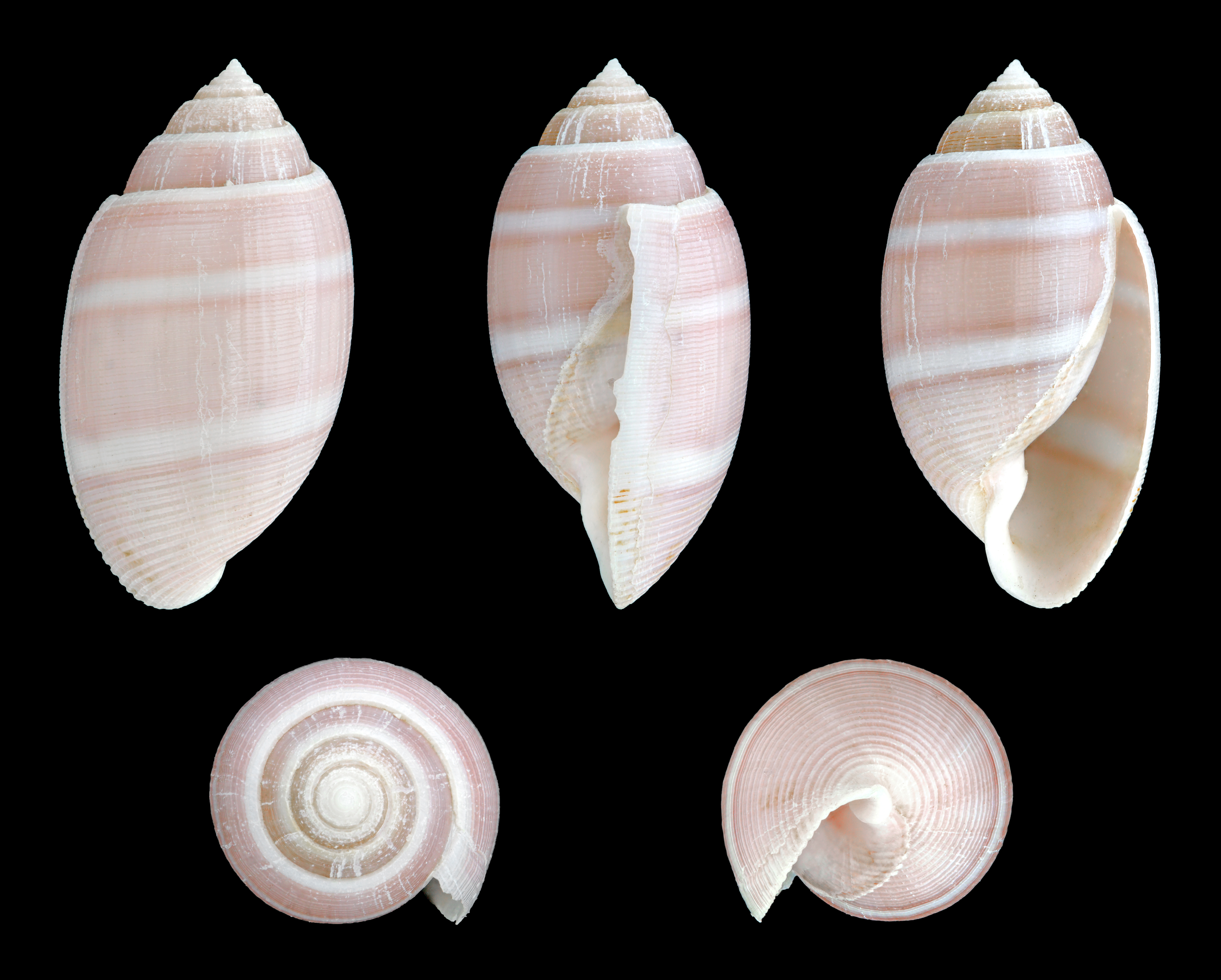
Acteon tornatilis
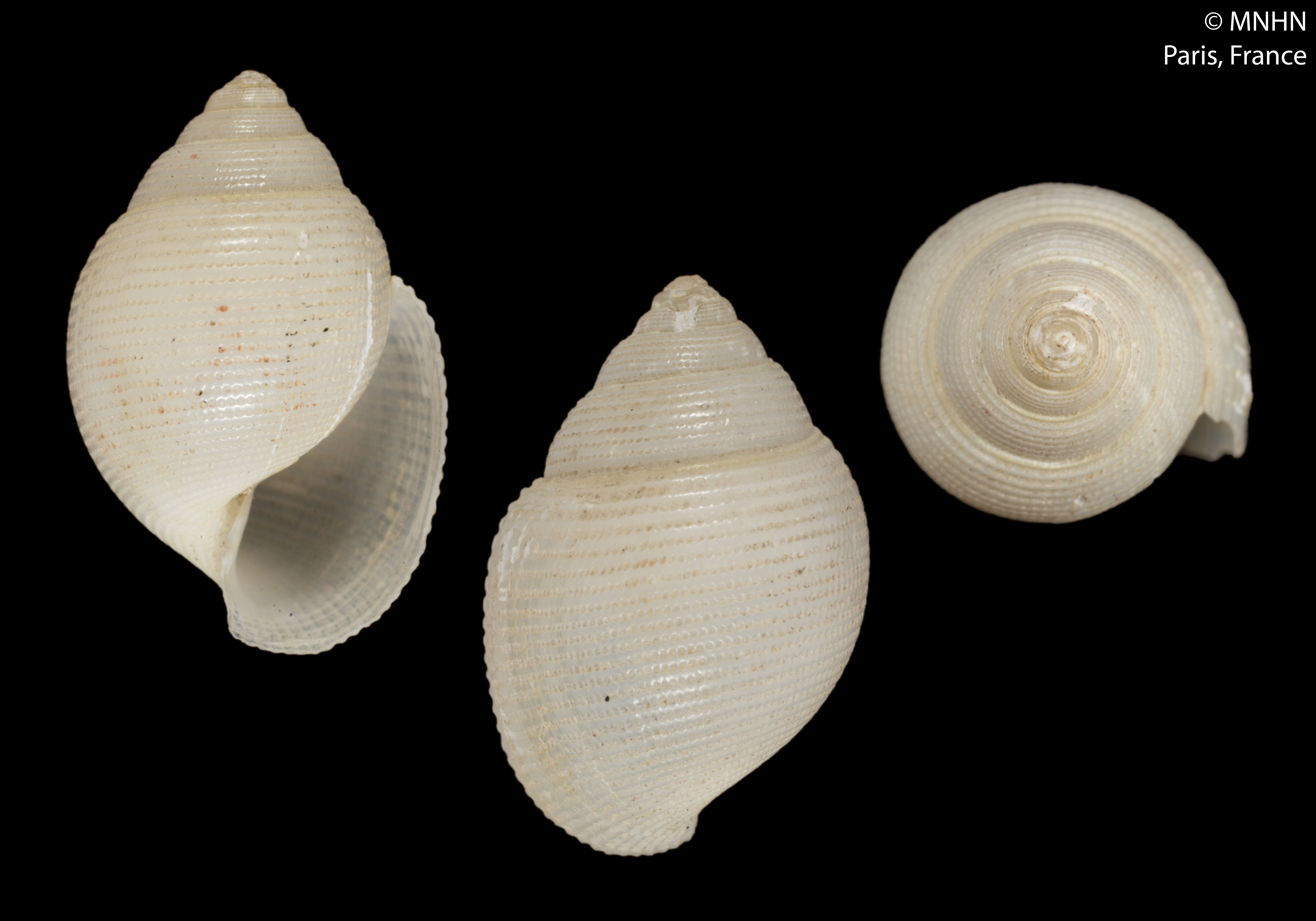
Inopinodon azoricus
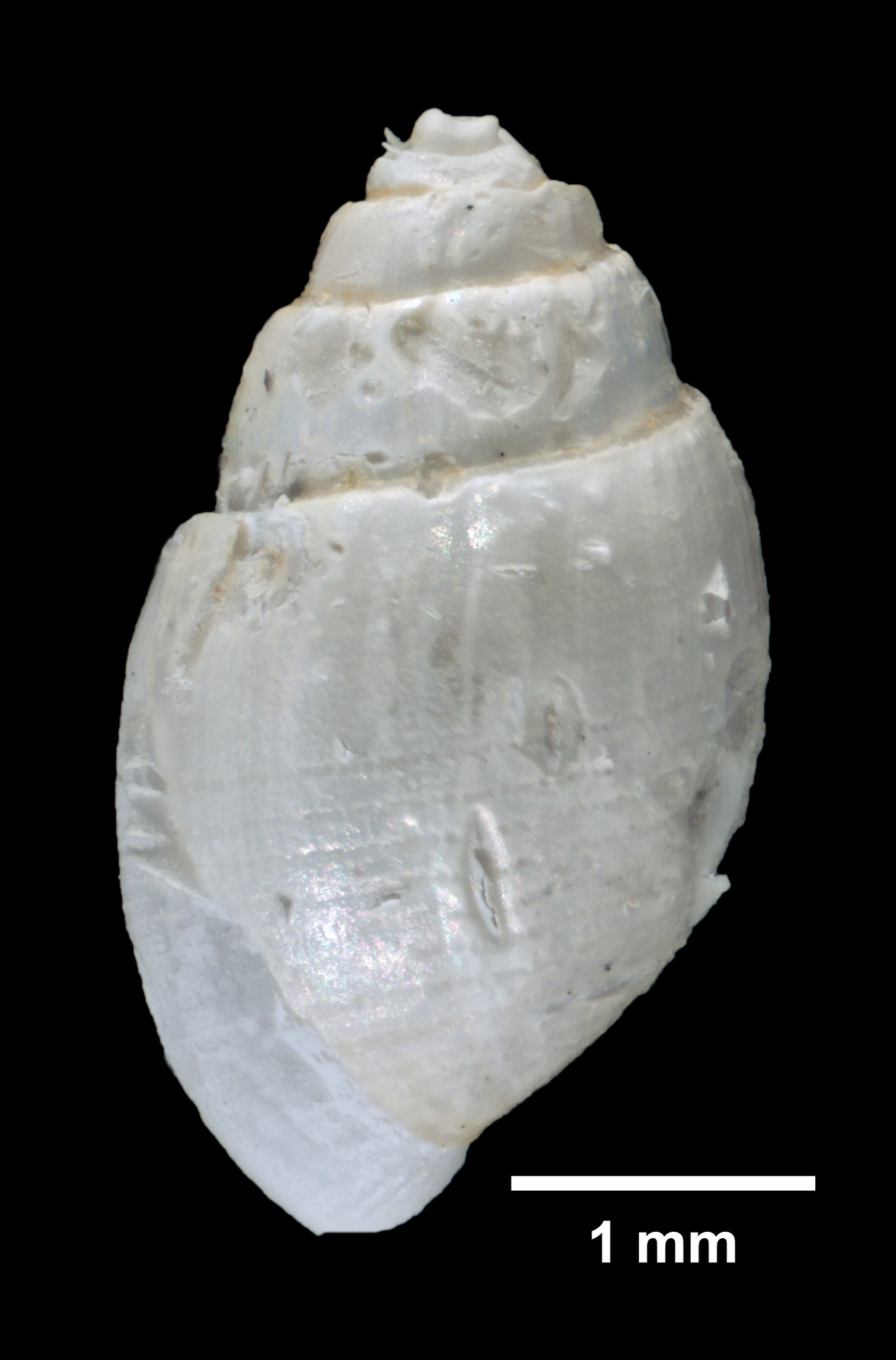
Japonactaeon punctostriatus
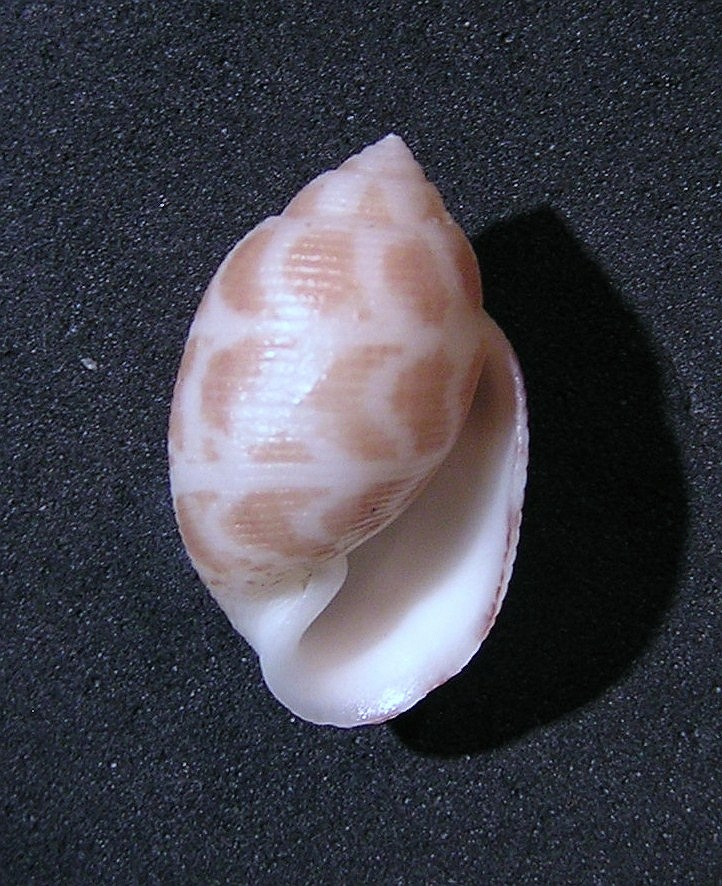
Maxacteon flammea
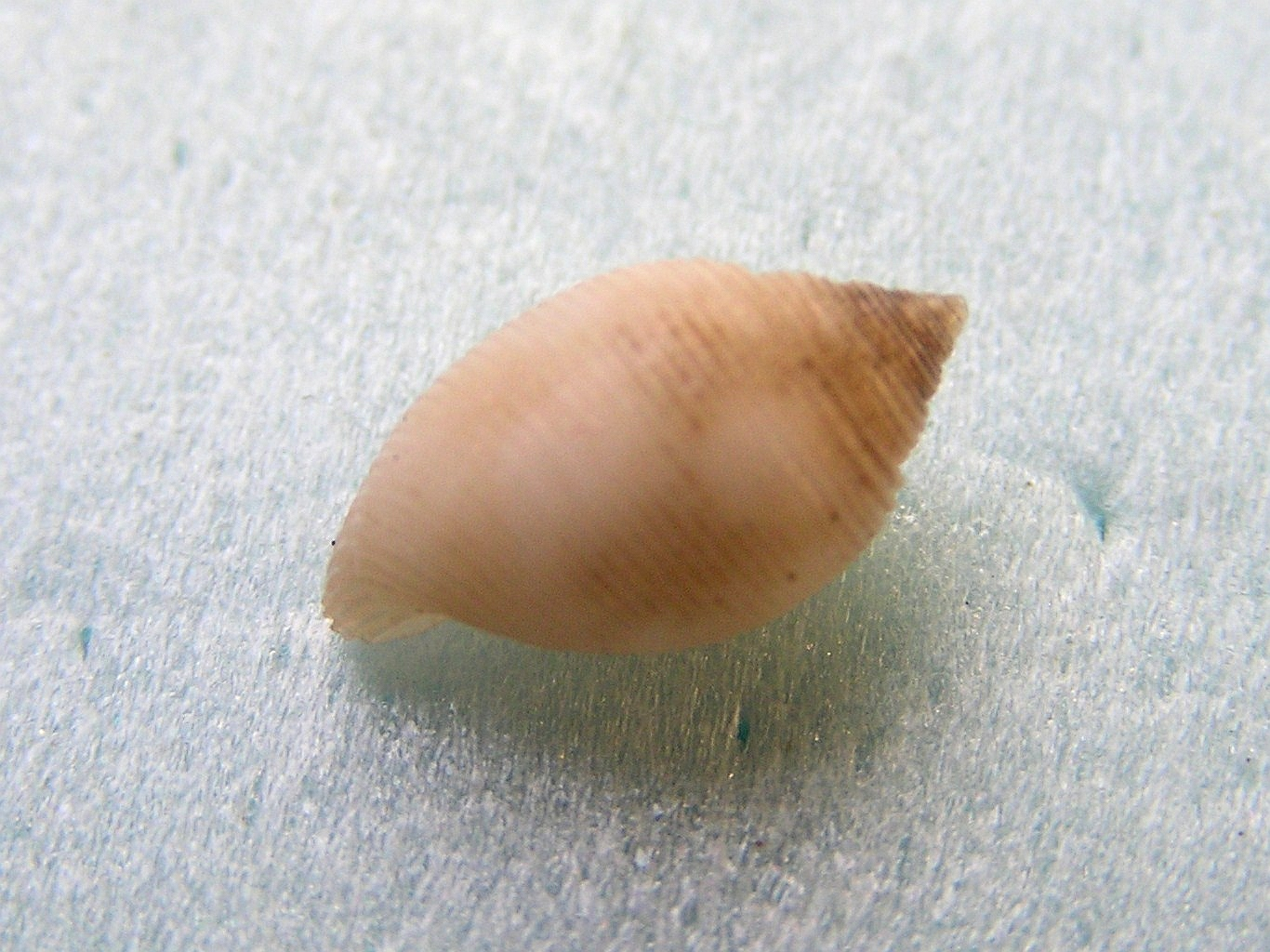
Punctacteon teramachii
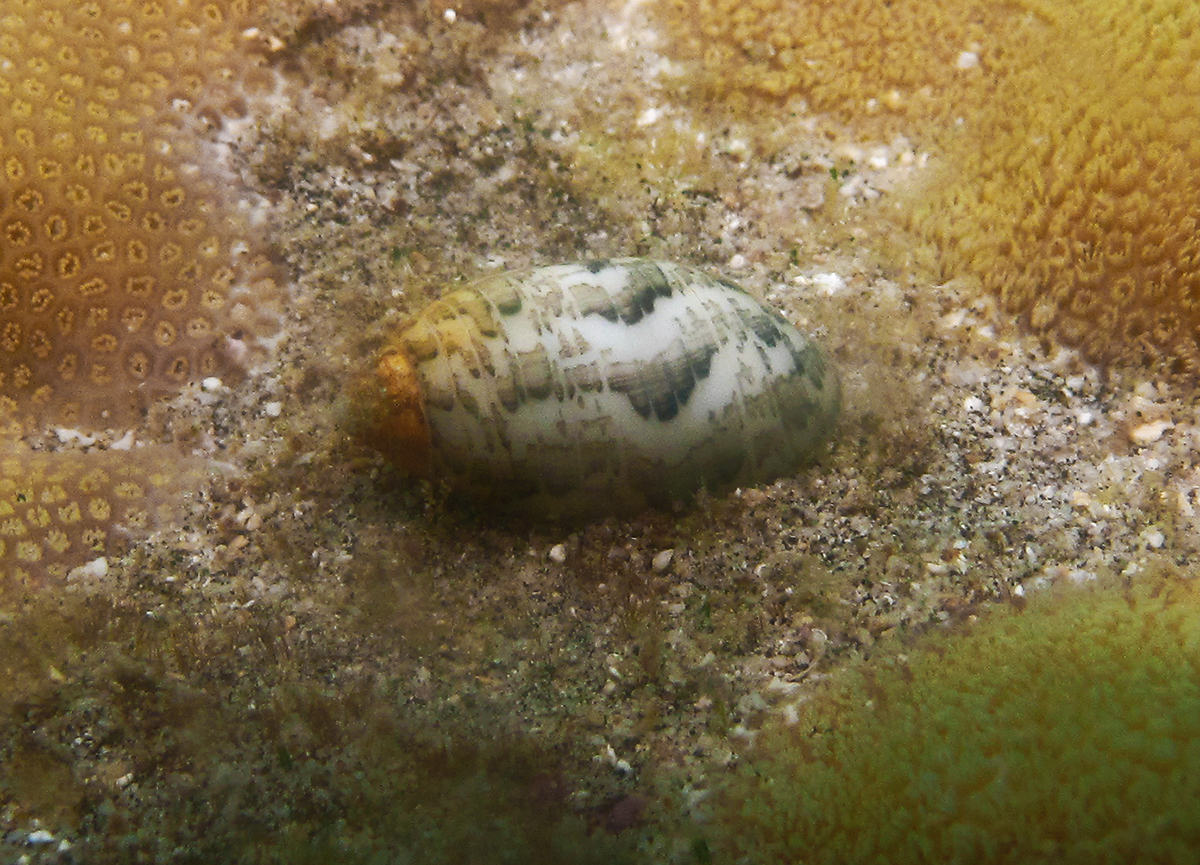
Pupa sulcata
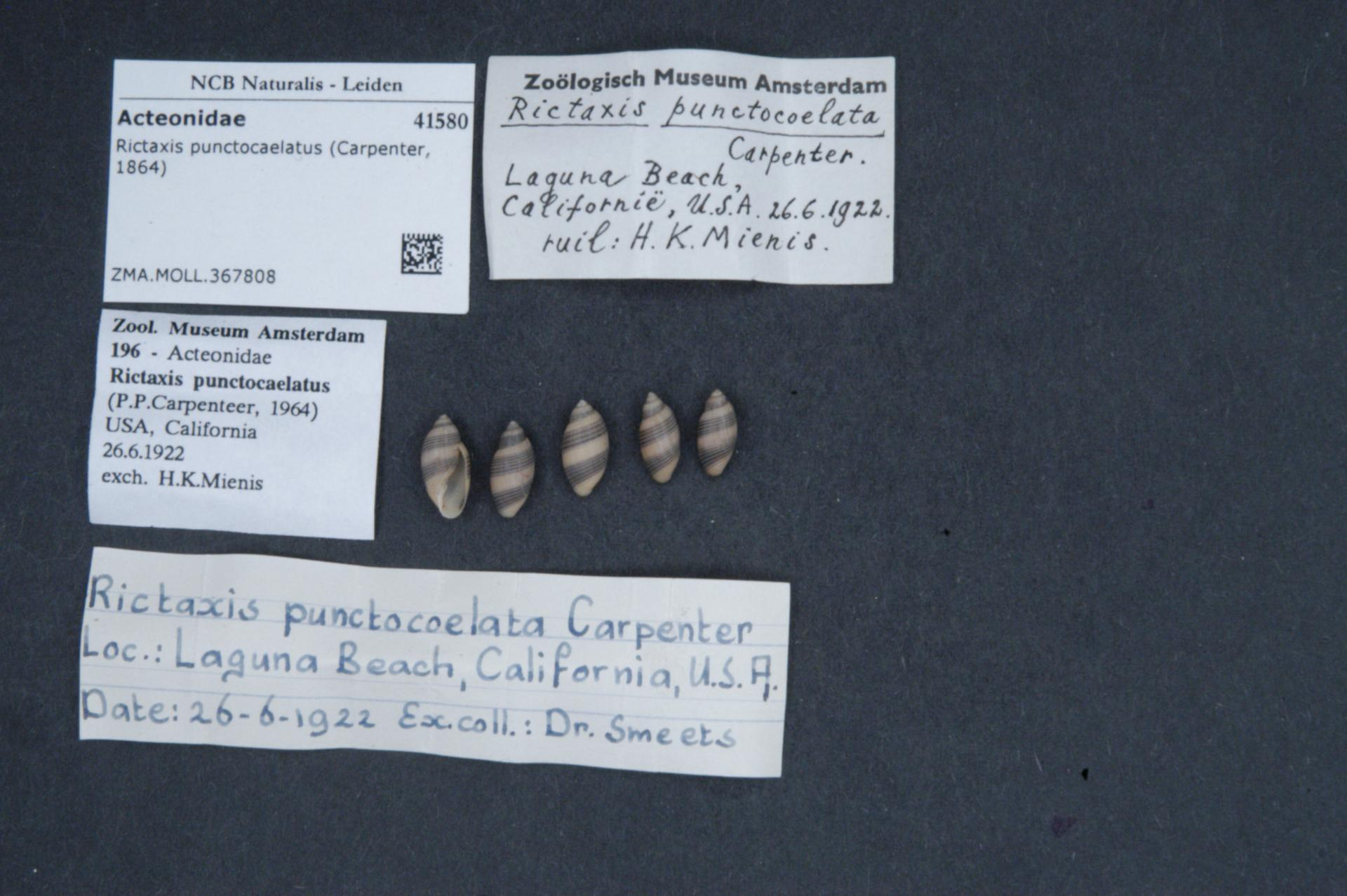
Rictaxis punctocaelatus
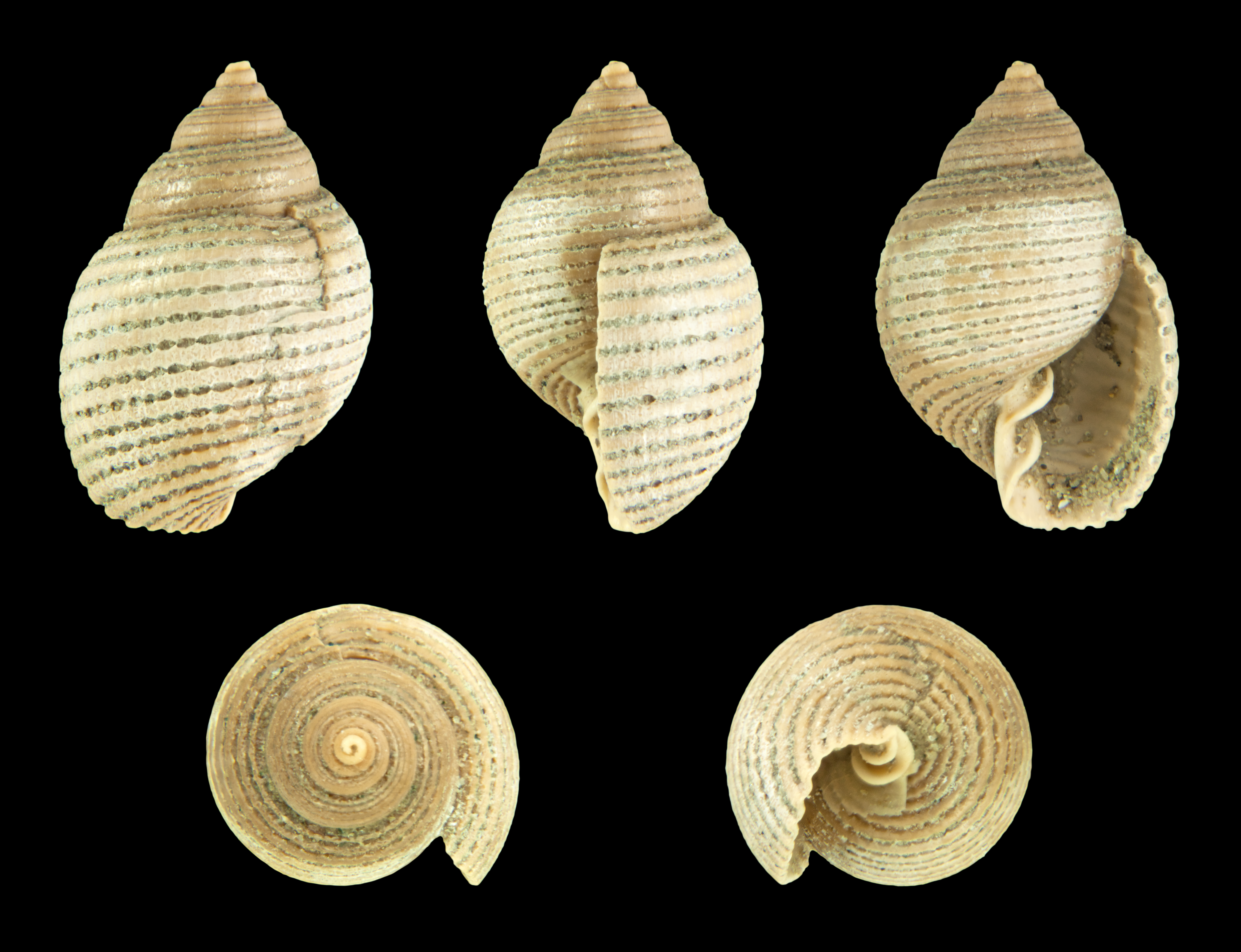
Tornatellaea simulata